# Lysimachia wilsonii
Lysimachia wilsonii är en viveväxtart som beskrevs av William Botting Hemsley. Lysimachia wilsonii ingår i släktet lysingar, och familjen viveväxter. Inga underarter finns listade i Catalogue of Life.